# David Canary
David Hoyt Canary (Elwood, 25 agosto 1938 – Wilton, 16 novembre 2015) è stato un attore statunitense.

## Filmografia parziale

### Cinema
- Hombre, regia di Martin Ritt (1967)
- Il massacro del giorno di San Valentino (The St. Valentine's Day Massacre), regia di Roger Corman (1967)
- Tra squali tigre e desperados (Sharks' Treasure), regia di Cornel Wilde (1975)
- I giustizieri del West (Posse), regia di Kirk Douglas (1975)
- Johnny Firecloud, regia di William A. Castleman (1975)

### Televisione
- Peyton Place – soap opera, 27 puntate (1965-1966)
- Gunsmoke – serie TV, 2 episodi (1967)
- Bonanza – serie TV, 90 episodi (1967-1973)
- Melvin Purvis G-Man – film TV (1974)
- Il bacio della violenza (The Dain Curse) – miniserie TV (1978)
- The Doctors – serie TV, 15 episodi (1979)
- Destini (Another World) – soap opera, 17 puntate (1981-1983)
- La valle dei pini (All My Children) – soap opera, 1310 puntate (1983-2013)

## Doppiatori italiani
Nelle versioni in italiano delle opere in cui ha recitato, David Canary è stato doppiato da:
- Sergio Tedesco in Hombre
- Pino Locchi in Il massacro del giorno di San Valentino
- Pieraldo Ferrante in La valle dei pini